# Verbascum hayekii
Verbascum hayekii är en flenörtsväxtart som beskrevs av Paul Chenevard. Verbascum hayekii ingår i släktet kungsljus, och familjen flenörtsväxter. Inga underarter finns listade i Catalogue of Life.